# 윤상아
윤상아(尹相娥)는 대한민국 KBS강릉방송국의 前 아나운서이다.

## 학력
- 성신여자대학교 음악대학 기악과 학사

## 경력
- 2013년 ~ 2015년 : KBS 강릉방송국 40기 공채 아나운서

## 방송진행
- KBS 930 뉴스 강릉
- KBS 뉴스 7 강릉
- 강원도가 좋다 (KBS춘천)